# PIF Tower
PIF Tower, anteriormente llamado Capital Market Authority Headquarters, es un rascacielos ubicado en el distrito de King Abdullah Financial District, en el norte de Riad, la capital de Arabia Saudita. 
El proyecto fue presentado al público en 2009, iniciándose la construcción en otoño de 2010. En el verano de 2014, el edificio alcanzó su altura final de 385 metros. Actualmente es el edificio más alto de la ciudad y el segundo más alto del país después de las Torres Abraj Al Bait de La Meca. La torre tiene 76 pisos de uso comercial (oficinas). El estudio de arquitectura HOK y Obata and Associates se encargaron de la planificación.